# ピアノ四重奏曲第3番 (メンデルスゾーン)
ピアノ四重奏曲第3番 ロ短調 作品3 は、フェリックス・メンデルスゾーンが作曲したピアノ四重奏曲。

## 概要
1824年の暮れに書き始められ、年が明けて数週間後のメンデルスゾーンの16歳の誕生日の前までに書き上げられた。曲は彼が数年前に出会っていたヨハン・ヴォルフガング・フォン・ゲーテへと献呈された。
ピアノ四重奏曲第1番と第2番に比べて2倍近いページ数を費やした本作にはメンデルスゾーンの自信のほどがうかがわれ、事実この作品が彼の人生を変えることとなった。1825年3月、フェリックスの父アブラハムは息子が音楽の道に進むことを認めることになるが、それはフェリックスの才能が音楽の専門家に認められればという条件付きであった。フェリックスが本作を携えてパリ音楽院を訪れると、同校の楽長をしていたルイジ・ケルビーニとオペラ座でコンサートマスターを務めていたピエール・バイヨが曲を弾き始めた。メンデルスゾーンによると彼らは当初関心を持っていなかったが、第1楽章の早い段階で熱中し始め、恐るべき速度で全曲を最後まで弾き切ったということである。演奏を終えたバイヨは若き作曲家に歩み寄ると、言葉を発することなくただ彼を抱擁したのだった。

## 楽曲構成
4つの楽章で構成される。演奏時間は約33分。

### 第1楽章
Allegro molto 3/4拍子 ロ短調
ピアノがナポリの六度を取り入れた主題を奏し始める（譜例1）。このあとすぐに入ってくる弦楽器は通常であれば主題を反復するところであるが、ここでは半音階的な動きを取る。こうした古典的な因習からの逸脱はメンデルスゾーン少年の神童ぶりを示している。
譜例1
ピアノのアルペッジョを伴って譜例1が弦楽器によって奏される。経過に続いて第2主題がニ長調で出される（譜例2）。その間も譜例1の断片が所々に挿入される。
譜例2
華やかな小結尾の後に落ち着いて展開部へ入っていく。提示部の繰り返しは指定されていない。展開部はピウ・アレグロへと加速して譜例1を中心に展開していく。元の速度に戻って再現部となり、譜例1に続いてロ長調で譜例2が再現される。最後にピウ・アレグロのコーダが置かれ、楽章は勢い良く結ばれる。

### 第2楽章
Andante 4/4拍子 ホ長調
ピアノが奏でる主題で開始する（譜例3）。
譜例3
直後にピアノが先行する形で新しい旋律が現れる。譜例4はヴィオラパートを示している。
譜例4
ヴァイオリンのカデンツァ風のパッセージを挟んで譜例3がロ長調で再現される。間を置かずに新しい旋律が導入される（譜例5）。
譜例5
チェロが譜例3をホ長調で再現し、譜例5が続く。最後は譜例4が回想されて静かに締めくくられる。

### 第3楽章
Allegro molto 3/8拍子 嬰ヘ短調
スケルツォ。『夏の夜の夢』のような繊細な世界を想起させる。ピアノによる急速な主題の提示で開始する（譜例6）。
譜例6
スケルツォ部前半を反復記号で繰り返し、後半部は繰り返すことなくロ長調の中間部に入っていく。中間部ではピアノの急速な動きを残したまま、弦楽器が譜例7の順次進行の主題を奏していく。
譜例7
中間部も前半のみ繰り返しが行われ、後半が終わると譜例6の再現に移る。その後は短調で譜例7が回想されて勢いを減じることなく最後まで走り抜ける。

### 第4楽章
Allegro vivace 2/2拍子 ロ短調
終楽章もヴィルトゥオーソ風のピアノ書法は一貫しており、家庭での演奏が念頭に置かれていたであろう本作作曲の背景が垣間見える。冒頭、弦楽器のトレモロに乗って譜例8の序奏主題が奏される。
譜例8
続けて出される譜例9の主題はピアノの独奏で示され、弦楽器に受け渡される。
譜例9
力強いエピソードを経てピアノから再奏される譜例9には弦楽器が対旋律を合わせていく（譜例10）。
譜例10
ピアノによるパッセージワークの次に明るいエピソードが挿入される（譜例11）。
譜例11
譜例8を用いた推移が置かれ、譜例9の展開となる。譜例8も加わって盛り上がりに貢献する。譜例8が現れて再現が始まり、譜例10も再現される。ピアノを中心としたパッセージが繰り広げられ、その終わりには弦楽器による譜例9の回想を交えつつ力強く全曲の幕が下ろされる。